# 나카타 겐이치
나카타 겐이치(일본어: 中田 賢一, 1982년 5월 11일 ~ )는 일본의 전 프로 야구 선수이며, 현 야구 지도자이다, 현재 퍼시픽 리그인 후쿠오카 소프트뱅크 호크스의 3군 투수코치이다.

## 인물

### 프로 입단 전
초등학교 3학년 때부터 아버지가 코치·감독으로 있는 팀에서 소프트볼을 시작해 중학교 때는 경식 야구의 보이스 리그 팀인 ‘고쟈쿠 로빈스’에 들어가 본격적으로 야구를 시작했다. 그 후 출신지의 후쿠오카 현립 야하타 고등학교에 진학했다. 0교시부터 시작되는 수업과 여름방학 보충학습 등 진학교 특유의 빡빡한 수업 과정 속에서 야구와 공부의 병행에 어려움을 겪으면서도 연습을 거듭했지만 고교 시절에는 3학년 봄에 열린 소속 현 북부 대회에서 8강에 오른 것이 최고 성적일 정도로 무명 시절을 보냈다. 고교 3학년 때 최고 구속은 130 km/h대 후반이었는데 당연히 프로 쪽에서의 스카웃 제안은 전무했다.
고교 졸업 후 기타큐슈 시립 대학에 진학하여 프로 입단을 의식한 진학은 아니었지만 대학 2학년 때부터 두각을 나타내기 시작해 무명 공립학교의 뛰어난 투수로서 프로 구단과 미국 메이저 리그의 스카우트로부터 주목을 받았다. 3학년 때에는 구속도 150 km/h를 기록했다. 도중에 과중한 연습으로 몸에 이상도 생겼지만 그 후 부상에서 회복돼 대학 4학년 때 규슈 6대학 춘계 리그에서 모교를 39년 만에 우승으로 이끈 데 이어 전일본 대학 선수권 대회에도 출전했다. 이 대회에서 소카 대학을 상대로 승리했다.
같은 해 미일 대학 야구 선수권 대회 일본 대표로 발탁되었고 그 해의 추계 리그전에서는 구루메 대학을 상대로 노히트 노런을 달성했다. 리그에서는 2학년 때 춘계와 추계 리그 베스트 나인에 선정되었고 4학년 춘계 리그에서는 최다승, 특별상(리그 통산 300탈삼진), 베스트 나인, 그리고 MVP를 연거푸 석권했다. 대학 시절에는 근처의 주보산을 런닝 트레이닝 코스로 삼아 달렸다.
대학 4학년 춘계 리그 때 세 팀이 겨루는 우승 결정전에서 하루에 두 경기를 완투했다. 첫 번째 경기에서는 9이닝을 완투하여 승리했고 겨우 45분 휴식을 취한 뒤에 열린 두 번째 경기에서는 연장까지 간 11회를 완투해 끝내기 승리를 거뒀다. 하루에 두 경기를 20이닝 310개의 공을 던져 리그를 제패했다. 이 때 부모님에게 받은 수제 부적을 주머니에 넣고 마운드에 섰다고 한다.
2004년 프로 야구 드래프트에서 주니치 드래곤스로부터 2순위로 지명받아 입단했는데 기타큐슈 시립 대학으로서는 최초로 직접 프로에 입단한 선수가 되었다(기타큐슈 시립 대학 출신의 프로 야구 선수는 모리야마 료지 이래로 두 번째). 나카타는 여러 구단의 주목을 받았으나 주니치의 나카다 무네오 스카우트 부장은 성이 같다는 점을 이용해서 ‘우리 친척 아이이니까’라는 소문을 퍼뜨려 타 구단의 스카웃을 견제했는데 드래프트 이후 《구노 마코토의 드래곤스 월드》에 출연했을 때 이런 내막을 폭로했다. 실제로 나카다 본인과의 혈연 관계는 없으며 나카타 겐이치 본인도 주니치 이외의 지명을 받았을 때는 사회인 야구에 진출하겠다는 뜻을 밝힌 바 있기에 서로 뜻이 잘 맞아 떨어져 주니치에 입단하게 되었다.
주니치에 입단하면서 스기시타 시게루, 곤도 히로시, 호시노 센이치, 고마쓰 다쓰오 등 주니치의 역대 에이스가 착용했던 전통의 등번호 20번을 물려받았다(전 시즌까지 20번을 달고 뛰었던 가와사키 겐지로가 퇴단하였기에 이 번호가 비어 있었다).

### 주니치 시절

#### 2005년
주니치 구단으로서는 1998년 가와카미 겐신 이후 처음으로 신인으로서의 개막 로테이션에 합류했다. 개막 3경기째인 4월 3일의 프로 데뷔 후 첫 등판·첫 선발로 나섰고 두 번째 선발 경기인 4월 15일 한신 타이거스전에서 프로 첫 승리 투수가 되었다. 이 때 8회까지 한신 타선을 4피안타 무실점으로 막아냈지만 9회에 가네모토 도모아키에게 홈런을 허용하여 실점하는 바람에 강판당하긴 했으나 조금만 잘했으면 프로 첫 승리를 첫 완봉승으로 장식했을 정도의 호투를 보였다. 시즌 전반기에는 평균 자책점이 6점대에 머물다가 5월에는 부상에 의해 2군으로 내려갔다. 그러나 8월 중반에 1군에 복귀하여 선발 6연승을 거두면서 입단 첫 해의 6연승은 26년 만의 구단 타이 기록이었다. 시즌 후반기의 평균 자책점은 1점대로 안정감을 자랑했으며 가와카미 등 선발진이 부진을 보이는 와중에도 팀의 큰 전력으로 활약했다.

#### 2006년
춘계 스프링 캠프 때 동갑내기이자 절친한 동료인 나카자토 아쓰시와 ‘에이스 후보인 꽃미남 콤비’로서 주니치 스포츠 지면을 통해 ‘나카나카 콤비’라는 애칭이 붙었다. 시즌 초반 부상 때문에 팀에서 2개월 동안 이탈했지만 중반부터 복귀했으며 9월 12일의 요미우리 자이언츠전에서 프로 데뷔 후 첫 완투 승리를 올렸다. 평균 자책점 3점대로 7승 4패, 탈삼진률을 올리는 등 나름대로의 성적을 남겼다. 홋카이도 닛폰햄 파이터스와의 일본 시리즈 4차전에서는 선발로 나섰지만 4이닝 동안 1실점으로 막아냈음에도 불구하고 타선의 지원을 받지 못해 패전 투수가 되었다. 시즌 종료 후 나카자토 아쓰시 등과 함께 도미니카 공화국에서 열린 윈터 리그에 참가해 현지 코치로부터 좋은 평가를 받았다.

#### 2007년
시즌 초반부터 스트레이트는 뛰어난 구위를 뽐내면서 개인 최고 속도를 경신했으나 변화구 제구에 어려움을 겪을 정도의 볼넷도 많았고 시즌 중반에는 한 달 이상 경기에서 이기지 못하는 등 힘든 시기도 겪었다. 그러나 8월 12일의 요미우리전에서 10개의 삼진을 빼앗는 등 완투 승리로 9승을 거둔 무렵부터 결정구인 포크볼이 원래의 큰 낙차를 회복해 연속 승리를 올리면서 팀의 우승 경쟁에도 큰 기여를 했다. 8월 19일의 요코하마 베이스타스전에서 시즌 10승째를 기록해 프로 데뷔 후 처음으로 두 자릿수 승리를 달성했다.
또 탈삼진률도 큰 폭으로 올라가면서 최다 탈삼진 타이틀 자리를 놓고 마지막까지 우쓰미 데쓰야(요미우리)와 치열한 경쟁을 벌였다. 1위와 겨우 11개차로 맞이한 시즌 최종 등판 경기인 10월 6일의 도쿄 야쿠르트 스왈로스전에서 5이닝까지 8개의 탈삼진을 잡아내는 순조로운 페이스를 보여 이대로 계속 던진다면 최다 탈삼진 타이틀 획득이 거의 확실한 것으로 점쳐졌지만 클라이맥스 시리즈를 향한 타 투수진의 조정 등판 때문에 5회 종료 후 마운드에서 내려와야 해서 결국 자신으로서는 첫 타이틀 획득을 놓쳐야만 했다. 시즌에 앞서 자신이 내걸었던 ‘두 자릿수 승리와 1년간 1군’이라는 목표를 달성했을 뿐만 아니라 가와카미를 제치고 팀내 1위, 리그 2위의 타이 기록인 14승을 기록했다. 볼넷과 폭투 수가 리그 최다를 기록하는 등 제구면에서 다음 시즌의 과제로 남았지만 탈삼진률은 9.35로 리그 1위가 되었고 규정 투구 이닝을 채운 투수 가운데 주니치 구단 사상 최초로 탈삼진률 9.00 이상을 달성했다.
7월 29일의 야쿠르트전에서 3회에 스리볼 상황에서 볼넷을 내주는 진기록을 세웠다(상대 타자 아오키 노리치카). 2대 2 상황에서 던진 7구째가 볼이었는데 볼카운트 2-3임에도 불구하고 아오키가 1루에 출루했다. 전광판에 표시가 잘못된 것이 원인이었는데 모리 주심이나 다른 심판원들도 이를 눈치채지 못했고 나카타나 포수 다니시게 모토노부를 비롯한 양 구단 쪽에서도 이를 지적하지 않았다. 다음 타자 때에 아오키가 도루 실패한 탓에 이 오심이 득점에 영향을 미치는 일 없이 주니치가 경기에서 승리했고 경기 종료 후에야 오심이 드러나 네 명의 심판이 엄중 주의 처분을 받았다. 올스타전에도 첫 출전해 1실점을 내줬지만 150 km/h대의 속구로 2이닝을 3개의 삼진을 잡았다.
이 해의 클라이맥스 시리즈에서는 한신과의 제1 스테이지 2차전, 요미우리와의 제2 스테이지 3차전에 각각 선발로 나섰는데 두 경기 모두 나카타의 호투를 계기로 다음 스테이지로 진출했다. 특히 일본 시리즈 진출을 결정지은 제2 스테이지의 요미우리전에서는 도쿄 돔에서 요미우리 타선을 상대로 여러 차례 주자를 내보내면서도 11개의 삼진을 잡는 기백이 넘친 호투를 선보여 팬들의 반향을 불러 일으켰다. 평상시에는 마운드 위에서 쿨한 모습을 보이던 나카타가 이 날은 삼진을 잡을 때마다 몇 번씩 승리 포즈를 취했고 본인 스스로도 “이제까지의 경기 중에서 가장 희로애락을 드러냈다”라고 회상할 만큼 기백으로 팀 승리를 이끌었다. 이어진 일본 시리즈에서는 첫 경기에 에이스 가와카미 겐신을 세웠지만 타선이 다르빗슈 유 앞에서 침묵을 지키는 바람에 팀은 패했고 이후 중요한 2차전에 선발로 등판해 적지인 삿포로 돔에서 8이닝 동안 3피안타 1실점의 호투로 승리 투수가 되었다.
그 해 주니치가 53년 만에 일본 시리즈 정상에 오른 이후 나고야 타임스 지면에 수기를 발표했는데 사망한 아버지에 대해 다음과 같은 글을 남겼다.

초등학교 때부터 거의 모든 대부분의 경기를 백네트 뒤의 특등석에서 지켜봐 주셨다. 이렇게 말하면 좀 이상할지도 모르겠지만 돌아가실 때까지 평균 수명에서 남은 만큼의 경기를 보러 와 주신 것 같다. … 아버지는 내게 “15승, 20승은 하지 않아도 좋다. 매년 10승을 올리는 부상없는 선수가 되도록 노력하라”고 말씀하셨다.

#### 2008년
개막 4경기째인 4월 1일의 요미우리전에서는 우에하라 고지와 투수전을 펼쳐 8회에 최고 구속을 경신하는 등 작년과 같은 지구력을 발휘해 시즌 첫 승리를 거뒀다. 4월 22일의 한신전에서는 프로 4년 만에 첫 완봉 승리를 거두며 4월에는 4승 1패의 좋은 성적으로 순조롭게 출발했다. 베이징 올림픽 일본 대표팀 1차 후보 선수로도 발탁되어 TV 중계를 통해 등번호 20번의 선배인 호시노 센이치로부터 극찬을 받았다. 하지만 제구력은 나름대로 안정감을 찾은 반면 ‘거친 말’이라고 불렸던 작년과 같은 기세는 찾아볼 수 없어 5월 이후로는 다소 부진이 많았다. 이에 대해 오치아이 히로미쓰 감독은 “자신의 최고 강점에 손을 댔다. 원래대로 돌아가는 건 큰일이다. 금년에는 다소 걸릴지도 모른다. … 그래도 한 가지 말할 수 있는 건 본인이 다시 일어나지 않는 한 회복하지 않으면 어쩔 수 없다”라고 말하여 7월 2일에 1군 등록을 말소시켰다. 코치 역시 “천천히 조정해라”라는 뜻을 밝혔지만 성적 부진으로 침체를 겪고 있는 팀내 투수 사정상 2군에서 1경기에만 등판하고 바로 1군에 복귀했다. 완전 복귀는 아니어도 계속 로테이션을 지켰지만 8월 25일의 요미우리전에서 경기 도중 넘어져 왼쪽 다리를 다치는 바람에 또다시 1군 등록이 말소되었다.
9월에는 다시 1군에 복귀했지만 페이스가 좀처럼 오르지 않아 7승 9패로 시즌을 마쳤는데 입단 이후부터 3년 만에 29승을 올리면서 에이스의 길을 착실히 걸어왔던 나카타로서는 처음으로 벽에 부딪친 시즌이었다.

#### 2009년
가와카미가 메이저 리그로 이적하면서 선발 로테이션의 일각으로 기대를 모았지만 4월 8일의 야쿠르트전에서 4이닝 동안 10피안타 6실점을 내주어 패전 투수가 되었다. 그 다음날에 등록이 말소되었지만 7월 7일의 야쿠르트전에서 8이닝을 3피안타 1실점 11개의 탈삼진으로 시즌 첫 승리를 거두었다. 10월 19일 클라이맥스 시리즈의 야쿠르트전에서는 5이닝 1실점 4개의 탈삼진으로 팀의 클라이맥스 시리즈 제2 스테이지 진출하는 데 큰 기여를 했다. 제2 스테이지에서는 어드밴티지를 포함한 1승 3패 상황에서 4차전의 선발을 맡았지만 다니 요시토모에게 만루 홈런을 허용하는 등 2이닝 동안 무려 7실점을 하는 등 부진을 겪었다. 팀도 그대로 패하면서 일본 시리즈 진출은 무산되었다.

#### 2010년
같은 성을 가진 나카타 료지가 입단했기 때문에 전광판에는 ‘中田’(나카타)에서 ‘中田賢’(나카타 겐)으로 바뀌었다. 그러나 타석에 들어서면 응원단은 이전과 변함없이 ‘나카타’라고 연호했다. 개막 로테이션에 합류하진 못했으나 5월에는 다시 로테이션에 복귀, 규정 투구 이닝에는 미치지 못했어도 네 차례의 완투와 두 차례의 완봉으로 7승 4패, 평균 자책점 2.90의 성적을 남겨 팀의 리그 우승에 기여했다.

#### 2011년
개막 로테이션에 합류해 개막 2경기째가 되는 4월 13일의 요코하마전에서 승리를 거두었지만 그 후로 줄곧 부진을 겪는 등 2군 생활이 계속되었다. 6월 19일의 오릭스 버펄로스전에서는 연장 10회초에 구원 등판해 승리 투수가 되었지만 이후에는 오른쪽 어깨와 등의 이상이 겹쳐 결국 1군에 승격되지 못했다.

#### 2012년
개막 로테이션에 들어갔고 4월 4일의 요코하마전에서는 6이닝을 5개의 4사구를 내주는 가운데서도 1안타 무실점, 최고 속도 150 km/h를 기록하면서 승리투수가 되었다. 이전부터 입에 오르내렸던 제구력이 월등하게 좋아져 요시미 가즈키, 가와카미 겐신이 빠진 5월 이후에는 에이스급의 활약을 펼쳤다. 그러나 교류전에 들어서자 팀 타선의 지원사격이 극도의 부진을 보여 ‘등판 5, 선발 5, 완투 2, 무볼넷 완투 1, 평균 투구 이닝 7.87, 평균 자책점 1.83, WHIP 0.81, QS% 100.00%, SO/BB 7.50’이라는 훌륭한 성적을 냈음에도 불구하고 0승 4패를 기록하는 등 한 번도 승리를 따내지는 못했다. 또 책임 이닝간의 득점 원호율이 불과 0.46으로 교류전에서는 가장 낮았다. 그 결과 6월 도중까지 지켜냈던 리그에서 유일한 QS 100% 기록이 중단되었고 6월 23일의 히로시마 도요 카프전을 기점으로 투구 내용 자체도 서서히 나빠져 결국 올스타전 이후 1개월 동안 2군에 내려갔다.
최종적으로 선발 로테이션의 일원으로 22경기에 등판 또는 선발로 나섰지만 7승 10패를 기록하며 패한 경기가 더 많은 상태에서 시즌을 마감했고 규정 투구 이닝도 조금 미치지 못했다. 시즌 후에 열린 야쿠르트와의 클라이맥스 시리즈 퍼스트 스테이지 1차전에서는 부상 중인 요시미를 대신해 클라이맥스 시리즈 개막 투수를 맡아 6이닝을 무실점으로 막아내며 승리 투수가 되는 것과 동시에 파이널 스테이지 진출에도 큰 기여를 했다. 그러나 자신도 부상을 당하는 바람에 파이널 스테이지에는 출전하지 못했다.

#### 2013년
그 해에는 개막 로테이션에 들어가면서 4월 29일의 요미우리전에서 시즌 첫 승리를 거두었지만 5월 5일 요코하마전부터 중간 계투로 배치 전환되었다. 시즌 종료 후인 11월 6일 국내 FA를 선언 후 출신지 지역 구단인 후쿠오카 소프트뱅크 호크스로 이적, 12월 7일에 FA로 같이 이적한 쓰루오카 신야(전 닛폰햄)와 함께 입단 회견을 열었다.

## 플레이 스타일
- 평균 구속 약 143 km/h,[4] 최고 속도 153 km/h의 속구와 낙차가 큰 포크볼, 슬라이더, 커브, 컷 패스트볼을 무기로 삼는다. 통산 탈삼진률이 8.37로 탈삼진이 많다.
- 독특하면서도 강한 옆회전이 걸린 포크볼은 낙차가 크고 삼진을 잡을 때의 결정구로 곧잘 사용됐는데 땅에 세차게 부딪침과 동시에 예기치 못한 바운드가 나오는 탓에 폭투와 패스트볼이 발생하기 쉽다는 점도 또 하나의 특징이다. 등번호 20번을 착용한 선배이자 ‘포크의 신’이라고 불리면서 스프링 캠프에서는 후지카와 규지나 가와카미 겐신에게 포크볼 던지는 법을 전수해 준 스기시타 시게루는 주니치 스포츠의 칼럼에서 나카타의 포크볼에 대해 “가라앉았다가 굽었다가 하는 포크”라고 표현하여 극찬했다. 독특한 투구법을 무너뜨리지 않도록 나카타에게는 스프링 캠프에서도 포크볼을 가르치지 않았다고 밝혔다.
- 구위로 밀어붙이는 투구 스타일과 거친 볼이 가장 큰 특색이다. 그 때문에 늘 제구가 과제로 남고 투구 수가 늘어날 때가 많았지만 단 2009년경부터 제구난 극복을 위해 머리의 상하 움직임이 적은 폼으로 바꾸는가 하면 2010년부터는 예전보다 조금 스리쿼터 기색에 던지는 식으로 바꾸는 등 마이너 체인지를 반복하였다. 그에 따라 직구의 평균 구속은 다소 떨어졌지만 변화구의 제구가 향상돼 4사구 개수도 줄어드는 경향을 보였다.
- 지구력이 있어 2007년 9월 16일의 한신 타이거스전에서는 자신의 최고 시속 153km/h를 8회 128구째에 선보였을 정도다. 장거리 달리기가 특기라 2005년 주니치 추계 스프링 캠프 당시 구장에서 호텔까지의 17km 달리기에서 단독 1위로 주파하기도 했다.
- 주니치의 홈구장인 나고야 돔에서는 엄청나게 강해서 신인 시절이던 2005년 4월 15일 한신전에서 프로 첫 승리를 거둔 이래 2007년 6월 24일 후쿠오카 소프트뱅크 호크스전에서 패할 때까지 햇수로 3년에 나고야 돔에서의 13연승을 기록했다(2007년 시즌 종료 시점에서 나고야 돔에서의 통산 성적은 17승 2패). 또 한신전에는 강한 반면 히로시마 도요 카프와 궁합이 좋지 않다.

## 상세 정보

### 출신 학교
- 후쿠오카 현립 야하타 고등학교
- 기타큐슈 시립 대학

### 선수 경력
- 주니치 드래곤스(2005년 ~ 2013년)
- 후쿠오카 소프트뱅크 호크스(2014년 ~ 2019년)
- 한신 타이거스(2020년 ~ 2021년)

## 지도자 및 기타 경력 =
- 후쿠오카 소프트뱅크 호크스 3군 투수 코치(2022년 ~ )

### 수상·타이틀 경력
- 야나세 MIP상(2005년)
- 크라운상 특별상(2005년)
- 크라운상 우수 선수상(2007년)

### 개인 기록

#### 투수 기록
- 첫 등판·첫 선발: 2005년 4월 3일, 대 요코하마 베이스타스 3차전(나고야 돔), 4와 2/3이닝 6실점에서 패전 투수
- 첫 탈삼진: 상동, 2회초에 요시카와 데루아키로부터 헛스윙 삼진
- 첫 승리·첫 선발 승리: 2005년 4월 15일, 대 한신 타이거스 1차전(나고야 돔), 8이닝 2실점
- 첫 세이브: 2006년 7월 8일, 대 요코하마 베이스타스 6차전(나가라가와 구장), 7회초에 2번째 투수로서 구원 등판·마무리, 3이닝 무실점
- 첫 완투 승리: 2006년 9월 12일, 대 요미우리 자이언츠 21차전(아키타 현립 야구장), 9이닝 2실점
- 첫 홀드: 2007년 7월 18일, 대 도쿄 야쿠르트 스왈로스 14차전(나고야 돔), 6회초에 2번째 투수로서 구원 등판, 2이닝 무실점
- 첫 완봉 승리: 2008년 4월 22일, 대 한신 타이거스 3차전(나고야 돔)
- 일본 시리즈 개인 이닝 최다 몸에 맞는 볼: 2개(2006년 일본 시리즈 4차전)

#### 타격 기록
- 첫 안타: 2005년 8월 21일, 대 요코하마 베이스타스 15차전(나고야 돔), 3회말에 하타 유지로부터 중전 안타
- 첫 타점: 2006년 10월 9일, 대 도쿄 야쿠르트 스왈로스 21차전(메이지 진구 야구장), 4회초에 이시카와 마사노리로부터 중전 적시타

### 등번호
- 20(2005년 ~ 2013년, 2020년 ~ 2021년)
- 11(2014년 ~ 2019년)
- 94(2022년 ~ )

### 연도별 투수 성적
| 연 도      | 소 속      | 등 판 | 선 발 | 완 투 | 완 봉 | 무 4 구 | 승 리 | 패 전 | 세 이 브 | 홀 드 | 승 률 | 타 자 | 이 닝  | 피 안 타 | 피 홈 런 | 볼 넷 | 고 4 | 몸 맞 | 탈 삼 진 | 폭 투 | 보 크 | 실 점 | 자 책 점 | 평 자 책 | W H I P |
| ---------- | ---------- | ----- | ----- | ----- | ----- | ------- | ----- | ----- | -------- | ----- | ----- | ----- | ------ | -------- | -------- | ----- | ---- | ----- | -------- | ----- | ----- | ----- | -------- | -------- | ------- |
| 2005년     | 주니치     | 15    | 13    | 0     | 0     | 0       | 8     | 3     | 0        | 0     | .727  | 371   | 86.2   | 81       | 7        | 30    | 2    | 6     | 60       | 2     | 1     | 36    | 35       | 3.63     | 1.28    |
| 2006년     | 주니치     | 20    | 17    | 1     | 0     | 0       | 7     | 4     | 1        | 0     | .636  | 473   | 112.2  | 106      | 16       | 36    | 1    | 2     | 111      | 3     | 0     | 49    | 49       | 3.91     | 1.26    |
| 2007년     | 주니치     | 28    | 26    | 3     | 0     | 0       | 14    | 8     | 0        | 1     | .636  | 741   | 170.1  | 158      | 14       | 81    | 2    | 6     | 177      | 13    | 0     | 73    | 68       | 3.59     | 1.40    |
| 2008년     | 주니치     | 23    | 21    | 1     | 1     | 0       | 7     | 9     | 0        | 0     | .438  | 582   | 129.2  | 148      | 13       | 46    | 1    | 11    | 126      | 5     | 0     | 79    | 67       | 4.65     | 1.50    |
| 2009년     | 주니치     | 13    | 13    | 1     | 1     | 0       | 5     | 4     | 0        | 0     | .556  | 342   | 81.0   | 77       | 5        | 25    | 0    | 5     | 73       | 4     | 0     | 34    | 31       | 3.44     | 1.26    |
| 2010년     | 주니치     | 19    | 18    | 4     | 2     | 0       | 7     | 4     | 0        | 0     | .636  | 491   | 118.0  | 99       | 9        | 41    | 2    | 4     | 105      | 8     | 0     | 43    | 38       | 2.90     | 1.19    |
| 2011년     | 주니치     | 6     | 5     | 0     | 0     | 0       | 2     | 3     | 0        | 0     | .400  | 126   | 30.1   | 29       | 5        | 4     | 0    | 3     | 26       | 1     | 0     | 19    | 14       | 4.15     | 1.09    |
| 2012년     | 주니치     | 22    | 22    | 2     | 0     | 1       | 7     | 10    | 0        | 0     | .412  | 562   | 140.0  | 119      | 6        | 33    | 2    | 9     | 106      | 3     | 0     | 46    | 44       | 2.83     | 1.09    |
| 2013년     | 주니치     | 40    | 11    | 0     | 0     | 0       | 4     | 6     | 0        | 15    | .400  | 428   | 98.0   | 85       | 5        | 45    | 4    | 8     | 83       | 8     | 0     | 41    | 37       | 3.40     | 1.33    |
| 2014년     | 소프트뱅크 | 25    | 25    | 1     | 0     | 0       | 11    | 7     | 0        | 0     | .611  | 623   | 145.0  | 139      | 10       | 65    | 0    | 8     | 116      | 7     | 0     | 77    | 70       | 4.34     | 1.41    |
| 2015년     | 소프트뱅크 | 24    | 23    | 3     | 0     | 0       | 9     | 7     | 0        | 0     | .563  | 657   | 155.1  | 134      | 17       | 61    | 0    | 9     | 130      | 4     | 0     | 60    | 56       | 3.24     | 1.26    |
| 2016년     | 소프트뱅크 | 17    | 16    | 0     | 0     | 0       | 7     | 3     | 0        | 0     | .700  | 377   | 89.2   | 64       | 9        | 49    | 0    | 5     | 67       | 3     | 0     | 31    | 30       | 3.01     | 1.26    |
| 2017년     | 소프트뱅크 | 18    | 15    | 0     | 0     | 0       | 7     | 6     | 0        | 0     | .538  | 380   | 86.2   | 82       | 15       | 40    | 0    | 9     | 78       | 4     | 0     | 44    | 44       | 4.57     | 1.41    |
| 2018년     | 소프트뱅크 | 23    | 13    | 0     | 0     | 0       | 5     | 3     | 0        | 0     | .625  | 410   | 91.2   | 87       | 13       | 57    | 0    | 3     | 79       | 5     | 1     | 54    | 53       | 5.20     | 1.57    |
| 2019년     | 소프트뱅크 | 1     | 1     | 0     | 0     | 0       | 0     | 0     | 0        | 0     | ----  | 20    | 4.2    | 3        | 0        | 3     | 0    | 1     | 2        | 0     | 0     | 1     | 1        | 1.93     | 1.29    |
| 2020년     | 한신       | 3     | 3     | 0     | 0     | 0       | 0     | 2     | 0        | 0     | .000  | 53    | 10.2   | 18       | 0        | 5     | 0    | 0     | 11       | 0     | 0     | 9     | 9        | 7.59     | 2.16    |
| 통산：16년 | 통산：16년 | 297   | 242   | 16    | 4     | 1       | 100   | 79    | 1        | 16    | .559  | 6636  | 1550.1 | 1429     | 144      | 621   | 14   | 89    | 1350     | 70    | 2     | 696   | 646      | 3.75     | 1.32    |

- 2020년 기준, 굵은 글씨는 시즌 최고 성적.